# Moi transcendantal
Pour les articles homonymes, voir Moi.
Le concept de Moi transcendantal s'inscrit dans le mouvement qui depuis Descartes conduit la philosophie à faire du Je et de la conscience de Soi le point de départ de toute pensée et le fondement de toute connaissance certaine.

## Déclinaisons du Moi

### Distinctions formelles
On parle indifféremment de « moi psychologique », de « moi empirique » ou de « moi concret », parfois simplement de « conscience » trois termes équivalents, qui vont avoir à se distinguer en phénoménologie du « moi pur », « ego transcendantal » ou « moi transcendantal ». Le « moi naturel » est défini comme « unité empirique de toutes les déterminations qui adviennent à l'individu » par le  Dictionnaire des concepts . Pour Maurice Merleau-Ponty cette unité est problématique : « Le moi empirique est une notion bâtarde, un mixte de l'en-soi et du pour-soi, auquel la philosophie réflexive ne pouvait pas donner de statut. En tant qu'il a un contenu concret, il est inséré dans le système de l'expérience, il n'est donc pas sujet, en tant que sujet, il est vide et se ramène au sujet transcendantal ».
Il peut être envisagé d'un autre point de vue comme ce qui constitue l'essence du sujet, désignant l'âme plutôt que le corps. En fait, ce que l'on connaît  ce n'est qu'une succession de vécus empiriquement perçus comme relevant d'un Moi unique mais dont la justification théorique a été tentée pour la première fois par Kant sous le concept de « Moi transcendantal ». La phénoménologie va chercher à surmonter la dispersion des actes en fondant leur unité sur l'ego.
Ce qui est alors en question, c'est le lien entre l’« ego empirique » instable et l’unicité de l'« ego transcendantal », en montrant « que le premier trouve son sens dans le deuxième et que le deuxième vit dans le premier ».

### Structure phénoménologique du Moi
L'analyse du « Moi » menée par Eugen Fink dans ses réflexions phénoménologiques sur la théorie du sujet met à jour une structure phénoménologique complexe. Le « Moi » y apparaît à la fois « multiple » et « unique ». Dans son principe, tout savoir d'objet est toujours simultanément un savoir que le « Moi » a de lui-même car toute conscience éveillée , toute représentation, toute connaissance est dès toujours une certaine ouverture sur lui-même, par où il devient familier à lui-même. 
Dans la compréhension classique, la « conscience du Moi » est interprétée comme « conscience d'une conscience-de », comme « perception de la perception », autrement dit comme réflexion. L'intention, conçue ordinairement comme dirigée vers le dehors, se transforme à cette occasion, en une intention réflexive dirigée vers le dedans, mais comme le souligne Fink cette réflexion ne peut rencontrer un « Moi » que parce que le Moi a déjà un savoir originellement accompli de sa propre vie. Autrement dit, la réflexion est par elle-même, dans l'incapacité de découvrir le « Moi » et ce serait bien plutôt la « conscience de soi » qui rendrait possible la réflexion.
Déjà  remarque Fink,« Kant a une conception de l'« égoïté » qui ne prend pas le « Moi » comme un objet qu'on ne découvrirait que dans la réflexion, mais comme quelque chose qui doit pouvoir accompagner toutes mes représentations ». Dans la pensée de cet auteur, la « réflexion » devient un mode d'expressivité de la « conscience de soi ». La « conscience de soi » n'est pas d'abord formée par la réflexion mais à l'inverse : toute forme de réflexion présuppose déjà la « conscience de soi ». Ce n'est pas la conscience d'objet qui rend possible la « conscience de soi », mais l'inverse, autrement dit il ne faut ne pas comprendre la « conscience de soi » comme une auto-objectivation du « Moi ».
« La mise entre parenthèses du monde ( opérée dans l'époché) [...] rend possible pour la première fois l'établissement d'un ego de réflexion qui ne se tienne pas d'entrée de jeu à l'intérieur de l'auto-aperception humaine mais qui lui soit extérieur », écrit Eugen Fink . Selon cet auteur, il serait possible de distinguer, à l'intérieur d'une unité globale, trois ego à différents niveaux de profondeur, dans le cours de l'accomplissement de l'époché à savoir un ego engagé dans le monde (le Je, l'homme), l'ego transcendantal possédant le monde comme pré-donné et l' ego qui accomplit l'époché. Dans la Sixième Méditation cartésienne, Eugen Fink reprend sous une forme légèrement différente cette triplicité du Moi « moi humain dans l'attitude naturelle, moi transcendantal-constituant et moi transcendantal-phénoménologisant ».
Par ailleurs, en étant conscience d'une « conscience-de » qui en serait l'objet, la réflexion correspond à une diversification interne du « Moi », c'est-à-dire à une façon pour le « Moi », unique, de devenir multiple en lui-même. En réfléchissant sur un vécu j'embrasse non seulement les objets vécus dans cette expérience mais tout le rapport vécu entre le « Moi éprouvant » et le contenu éprouvé,. Il se démultiplie, sans perdre son unité et son unicité. En phénoménologie, « la réflexion n'est pas un acte qui viendrait s'ajouter comme de l'extérieur à un vécu en lui-même indifférent à celui-ci. La réflexion est une possibilité fondée dans l'être même du vécu : c'est une propriété essentielle du vécu [..] le propre du vécu est d'être présent à lui-même, d'être son propre apparaître ».
Eugen Fink, se demande s'il n'existe pas « une extraordinaire capacité du « Moi humain » à se diviser réflexivement, à se diversifier lui-même tout en restant un : une capacité qui recèle une profondeur vitale [...] L'être-là se meut dans la sphère de la réflexivité comme en un labyrinthe en miroir ».
La chose se complique, selon cet auteur, si, au lieu de prendre comme exemple la réflexion sur un vécu singulier, elle porte sur tout un style de vie « égoïque », où le Moi ne regarde pas son vécu mais son comportement (exemple la méditation morale). Le remords ne rejette pas seulement une action passée mais tout un comportement, une habitude une bassesse. Cette sorte de réflexion peut aussi se redoubler,. La réflexion a le caractère d'un « démasquage » de soi par soi, et pas seulement de la prise de possession explicite des vécus passés .
Le Moi devient multiple, d'une manière toute particulière, telle qu'une multiplicité de Moi se développe et ne cesse cependant pas d'être un Moi un et unique . Toute constitution d'objet (la perception d'un arbre par exemple) a conjointement deux pôles unitaires à travers lesquels l'unité de l'objet se constitue, du côté de l'objet et du côté du Moi dans une synthèse de l'appréhension

## Approches conceptuelles

### Ego transcendantal de Kant
C'est à partir de l'héritage du cogito que se comprend la « révolution copernicienne » décrite par Kant dans la Critique de la raison pure. « Le primat de la constitution de la raison devient la condition nécessaire et suffisante, l'étape obligée pour connaître les objets extérieurs ». En effet, les diverses représentations qui sont données dans une certaine intuition ne seraient pas toutes ensemble mes représentations si elles n'appartenaient pas toutes ensemble à une « conscience de soi ». Kant distingue entre le « moi empirique », susceptible d’être éprouvé comme ceci ou comme cela (de diverses façons), et le « moi transcendantal ». Ce dernier n'est, par contre, pas susceptible d'être connu ni de faire l'objet d'une expérience. 
Pour nous appartenir il faut que toutes nos représentations puissent se regrouper dans un même ensemble qui sera la « conscience de soi » et que ces représentations soient conformes aux conditions sous lesquelles seulement une telle « conscience de soi » est possible. La théorie du « moi transcendantal », vise à satisfaire cette exigence. Le « moi transcendantal » devient, la pensée nécessaire, le pôle unitaire de notre être sans lequel je n’aurais aucune conscience de moi ni de quoi que ce soit car pour avoir conscience de quelque chose, il faut bien que j’ai conscience de moi et pour avoir conscience de moi, il faut que je (sup)pose un « Je » un et identique au travers du temps, position ou supposition qui transcende (est au-delà de) la variété de l’expérience dans une constante unité et permanente identité.  C'est dans le sujet que s'accomplit le travail d'unification du divers sensible « tout le divers de l'intuition a un rapport nécessaire au « Je pense » dans le même sujet où se rencontre ce divers ». Pour Kant, Descartes aurait fait l'erreur « de séparer le « Je pense » de la connaissance dont il n'est que le principe méthodique ». Kant refuse le caractère substantiel de l’âme, il considère aussi que l’existence du cogito est fondée sur une confusion entre la pensée et l’être.

### Émergence du Moi transcendantal dans la pensée d'Husserl
La pensée de Husserl s'est progressivement enrichie au long de son œuvre. À l'époque des Recherches logiques, Husserl refusait de penser le « Moi » comme quelque chose de spécifique distincte des vécus. Ceci le conduisait à réduire le « Moi » à la « totalité unifiée » des vécus qui du même coup constituaient l'unité de la conscience. Dans ces conditions cette dernière ne pouvait être rien d'autre qu'une « visée », ce qui était confirmé de plus par l'affirmation renouvelée de son caractère essentiellement intentionnel.
C'est dans les « Ideen »  qu'est apparue la nécessité de les distinguer et d'assurer la première place à la relation entre chaque vécu avec le moi « pur ». En effet tout acte intentionnel : « le fait d'être dirigé sur, occupé à, de faire l'expérience de... enveloppe dans son sens d'être un rayon qui émane du « moi », qui constitue un point d'origine, un pôle égologique qui demeure identique dans la suite des vécus ». « Il y aura désormais deux faces dans tout vécu une face orientée sur l'objet et une face orientée subjectivement c'est-à-dire procédant du moi ».
Ce « moi pur » ou pôle « égoïque » correspond à ce qui dans le « moi empirique » reste « identique, irréductible, incontournable et nécessaire dans la suite et la variation continue des vécus ». N'appartenant pas au « vécu », ce « moi pur », remarque Renaud Barbaras ne peut pas faire l'objet d'une description, il faudra passer par le « comment » de son rapport à l'objet pour y accéder. Tout vécu est par essence vécu d'un moi, d'un « moi empirique » ou « psychologique »  qui par essence, n'échappe ni au doute ni à la « réduction phénoménologique »  pour l'ensemble de ses déterminations appelées à disparaître. Ce « moi réduit », qu'il s'agit de postuler comment étant à la source de tout vécu  est, de fait, à ce stade, une « forme vide ». Ce qui reste non élucidé est la vie propre de la « subjectivité transcendantale » une fois qu’elle a été trouvée et son rapport aux autres subjectivités
Revenant dans les Méditations cartésiennes, sur le concept d'ego qui exprime la continuité du « moi », Husserl ne le considère plus comme un  concept vide. Car, le « moi » existant, qui vit comme ceci ou cela, effectuant des actes qui ont un sens objectif nouveau, acquiert spontanément ce que Husserl appelle des habitus, c'est-à-dire des modes d'être qui peuvent devenir comme une « propriété permanente nouvelle ». À la différence de Emmanuel Kant le « moi » de la réduction, « le moi transcendantal », « n'est pas une conscience conçue logiquement mais une conscience naturelle », écrit Jean-François Lyotard. Husserl insiste sur le fait que le moi empirique dit « moi de l'attitude naturelle, est aussi et à tout instant moi transcendantal », mais regardé d'un point de vue différent. La différence entre « moi empirique » et « moi transcendantal » c'est que le premier est « intéressé au monde » alors que le moi transcendantal, issu du travail de la réduction, se présente comme un spectateur désintéressé.
Dans une ultime étape, Husserl envisage une réduction plus radicale pouvant déboucher sur une problématique du « Soi transcendantal » plus profond que le Moi, note Nathalie Depraz

### L'éveil du Moi transcendantal dans la philosophie d'Eugen Fink
Eugen Fink radicalise la démarche de Husserl. En inhibant toute validité mondaine, l'époché fait que l'homme de l'attitude naturelle se supprime lui-même en libérant en lui le spectateur transcendantal. Sachant que rien dans l'attitude naturelle ne pousse à cette recherche Fink s'interroge sur les conditions de l'advenue à soi-même, du Moi. En mettant à jour ses différentes étapes, il découvre la circularité inhérente au processus de réduction.

### Le Moi comme origine du monde
La « réduction » montre que le « monde » ne se révèle que par et dans la vie de ma conscience pure : « le monde objectif, qui existe pour moi, qui fut toujours et qui sera, le seul qui puisse être pour moi, avec tous ses objets, puise […] tout son sens et sa validité existentielle– celle qu’il a à chaque fois pour moi – en moi-même, en moi en tant que Moi transcendantal » écrit Husserl. L’expérience du monde ne peut se faire que par des constitutions synthétiques opérées par l’ego transcendantal. Le Moi est le sol transcendantal de toute expérience possible, il devient selon l'expression que Renaud Barbaras attribue à Eugen Fink l'« origine du monde ».
Parce que tout ce qui est mien, est du monde, la mise en suspens, avec l'époché, de sa validité  s'accompagne de la mise entre parenthèses du « Moi » lui-même. La réduction a pour but de « clarifier ce que signifie pour un objet être pour la conscience [...] On ne peut expliquer le monde à partir d'une chose du monde »,

## Voies d'accès

### Voie cartésienne
À la recherche d'un fondement certain pour les sciences, Descartes soulève la question du « Moi ». Dans sa démarche il s'agit de fonder la connaissance sur « des intuitions absolues au-delà desquelles on ne peut remonter ». L' ego, est le premier principe qu'il rencontre sur l'itinéraire qui le conduit du doute généralisé à la constitution d'une science certaine. En pensant, en effet, je ne puis au moins douter de ma propre existence. Pour l'auteur du Dictionnaire« cette découverte  va s'avérer immédiatement féconde, puisqu'elle permet de dégager une règle générale de vérité pour les autres connaissances ». Chez Descartes la découverte de l'acte de l'ego entraîne une affirmation d'existence. Une conscience seule certaine et parfaitement distincte du monde est révélée. La voie cartésienne vise à reconstituer l'unité de l'objet et l'objectivité du monde à partir de cette seule certitude. « L'intuition du vécu par lui-même constitue le modèle de toute évidence originaire ». Comme Descartes, Husserl fait de la subjectivité transcendantale tout en en approfondissant la portée la source de toute vérité expérimentale.
La « réduction » fait apparaître le « moi transcendantal » ou phénoménologique, qui, à l'inverse du moi « empirique », va se positionner, selon l'expression de Jean-François Lyotard tel un « spectateur désintéressé ». C'est comme « reste » du processus de la réduction ou époché phénoménologique que le « moi pur » réapparaît .« Par époché phénoménologique, je réduis mon « moi humain » naturel et ma vie psychique, domaine de mon expérience psychologique interne à mon « moi pur » et phénoménologique ». L'accès à ce « moi transcendantal », remarque Paul Ricœur emprunte, à l'époque des Ideen, « une méthode, qui reste tout à fait cartésienne faisant penser que la réduction consiste à soustraire quelque chose qui serait la nature douteuse et à retenir par soustraction : la conscience indubitable ». De fait se limiter à une telle méthode ne ferait apparaître qu'une distinction entre la conscience et la réalité. L'ambition de Husserl est tout autre, il s'agit de montrer que le « moi transcendantal » se distingue du moi psychologique en ce que la réduction enveloppe le monde dans sa totalité , « moi psychologique » inclus. « Non seulement la conscience est autre que la réalité, mais la réalité est relative à la conscience en ce sens qu'elle s'y annonce comme une unité de sens ». Il ne s'agit plus de trouver un fondement à la réalité mais de la comprendre. Comme le souligne Renaud Barbaras « l'époché ne fait pas passer du réel au vraisemblable ou au possible, ni du réel au non-être mais du réel au « phénomène » du réel ».

### Voie psychologique
La « voie cartésienne » se trouve être insuffisante dans la mesure où elle « ne peut que tenir le monde à l’écart et rendre par là incompréhensible notre lien à lui ». Husserl justifie cette nouvelle voie parce qu'il ne s'agit pas de garantir l'objectivité du monde mais « de la comprendre ». « L’idéalisme absolu de Husserl atteint sa véritable apothéose lors de l’explication de l’auto-constitution du moi. Cette étape est décisive, car la constitution de l’ego pour lui-même est également au fondement de la constitution du monde » écrit Denis Courville.
Husserl s'appuie sur le fait que le Je se trouve constamment affecté et modifié par le flux vécu de la conscience. Cette affection rend compte de l' auto-constitution, le « moi » existant, qui vit comme ceci ou cela, effectuant des actes qui ont un sens objectif nouveau, acquiert spontanément ce que Husserl appelle des habitus, c'est-à-dire des modes d'être qui peuvent devenir comme une « propriété permanente nouvelle ». « Le moi assure son unité et sa permanence dans la multiplicité de la vie subjective [...] or, si la vie de l’ego se trouve modifiée dans l’activité de constitution, ce n’est pas en vertu d’une altération extérieure, mais en raison d’un moment dans l’auto-constitution de l’ego où, en demeurant le même, celui-ci s’approprie et intègre une nouvelle expérience ou un objet jusque-là inconnu [...] le monde ne peut être que mon monde [...]  l’ego dans sa vie pure constitue la source de toute expérience au sens où il est « l’origine» constitutive de l’être » écrit Denis Courville,.
Husserl s'appuie, par ailleurs, sur la loi de « corrélation » qu'il présente comme un a priori universel, qui exprime que toute chose apparaît, à notre regard, comme entremêlée de données subjectives  et que ces données ne sont pas seulement des contingences mais correspondent à des « nécessités d'essence ». « La corrélation de l'étant avec la subjectivité, loin de couvrir un rapport contingent, possède une validité a priori, correspondant à l'essence de l'étant et par conséquent à la subjectivité », écrit Renaud Barbaras. L'étant ne pouvant être autrement que selon le mode sous lequel il se donne à la conscience, le même commentateur, note : « la scission classique de l'être et de l'apparence disparaît comme problème ». Mais encore et surtout, « la position d'un « en-soi », étranger à la subjectivité d'une réalité absolue, qui était celle de la métaphysique classique, est récusée [...] Corrélativement une telle conception met en jeu le « sens d'être » de cet étant particulier qu'est la conscience, [...] qui ne détermine plus ce qu'est l'objectivité au sein de phénomènes distincts de l'« en-soi » ». 
Enfin, Husserl remarque que dans le cadre d'une simple phénoménologie transcendantale que Barbaras qualifie de statique « l'analyse part d'un sens d'être déjà donné et prend pour guide l'unité déjà faite de l'objet visé [...] et demeure tributaire de structure dont elle n'interroge pas l'origine [...] l'unité de l'être n'est pas véritablement atteinte » . Une telle constitution qui reste dans le cadre d'une philosophie mondaine est incapable de rassembler toutes les transcendances.
Si l'on veut atteindre l'unité dans la conscience absolue, « il faut dépasser l'être donné du sens et interroger l'origine même du sens qui domine l'ensemble des synthèses subjectives, c'est-à-dire faire apparaître la conscience comme créatrice des unités de sens, saisies à travers l'eidétique », écrit Renaud Barbaras. C'est en vertu de cette exigence que Eugen Fink
a pu qualifier la conscience absolue  d'« origine du monde » comme le rappelle Renaud Barbaras.

## Difficultés
Au stade transcendantal une question demeure si l’« ego » est méthodiquement purifié de tous rapports mondains et corporels dans la quête pour la fondation d’une science véritablement absolue alors que tout sens se constitue dans et à partir de lui, comment puis-je faire l’expérience d’un autre ego.
Comment puis-je également affirmer l’existence d’un monde objectif, c’est-à-dire un monde qui transcende l’activité constitutive de ma conscience pure ? S'interroge Husserl selon Denis Courville. C'est à ces difficultés que Husserl tentera de répondre dans sa Méditation cinquième.